# Eleições legislativas portuguesas de 1921
As eleições legislativas portuguesas de 1921 foram realizadas no dia 10 de julho, sendo eleitos os 163 deputados da Câmara dos Deputados e os 74 senadores do Senado. Os deputados foram eleitos em círculos com listas plurinominais.
O novo parlamento iniciou a sessão em 1 de agosto de 1921 e manteve-se em funções até à sua dissolução em 6 de novembro de 1921.

## Resultados Nacionais
| Partido                 | Partido                                        | Votos   | %    | +/-  | Deputados | +/-  | Senadores | +/-     |
| ----------------------- | ---------------------------------------------- | ------- | ---- | ---- | --------- | ---- | --------- | ------- |
|                         | Partido Liberal Republicano                    |         | 50,0 | Novo | 79 / 163  | Novo | 32 / 74   | Novo    |
|                         | Partido Democrático                            |         | 30,0 | 25,0 | 54 / 163  | 42   | 22 / 74   | 23      |
|                         | Partido Republicano da Reconstituição Nacional |         | 15,0 | Novo | 12 / 163  | Novo | 7 / 74    | Novo    |
|                         | Independentes                                  |         |      |      | 5 / 163   | 8    | 6 / 74    | 7       |
|                         | Causa Monárquica                               |         |      |      | 4 / 163   | -    | 0 / 74    | -       |
|                         | Dissidentes                                    |         |      | Novo | 3 / 163   | Novo | 1 / 74    | Novo    |
|                         | Centro Católico Português                      |         |      |      | 3 / 163   | 2    | 3 / 74    | 2       |
|                         | Regionalistas                                  |         |      | Novo | 2 / 163   | Novo | 0 / 74    | Novo    |
|                         | Partido Republicano Popular                    |         |      | Novo | 1 / 163   | Novo | 1 / 74    | Novo    |
|                         | Partido Socialista Português                   |         |      |      | 0 / 163   | 8    | 0 / 74    | Estável |
| Votos Inválidos         |                                                |         |      |      |           |      |           |         |
| Total                   | Total                                          | 350 000 | 100  |      | 163       |      | 74        | Estável |
| Eleitorado/Participação | Eleitorado/Participação                        | 550 000 | 63,6 | 3,6  |           |      |           |         |

## Resultados
Resultados parciais foram publicados no Diário de Lisboa de 11 de julho de 1921.

### Aljustrel
| Partidos | Partidos                    | Deputados |
| -------- | --------------------------- | --------- |
|          | Partido Liberal Republicano | 2 / 3     |
|          | Partido Democrático         | 1 / 3     |

### Arganil
| Partidos | Partidos                    | Deputados |
| -------- | --------------------------- | --------- |
|          | Partido Liberal Republicano | 2 / 3     |
|          | Partido Democrático         | 1 / 3     |

### Aveiro
| Partidos | Partidos                    | Deputados |
| -------- | --------------------------- | --------- |
|          | Partido Liberal Republicano | 2 / 4     |
|          | Partido Democrático         | 2 / 4     |

### Beja
| Partidos | Partidos                    | Deputados | Senadores |
| -------- | --------------------------- | --------- | --------- |
|          | Partido Liberal Republicano | 2 / 3     | 2 / 3     |
|          | Partido Democrático         | 1 / 3     | 1 / 3     |

### Braga
| Partidos | Partidos                    | Deputados | Senadores |
| -------- | --------------------------- | --------- | --------- |
|          | Partido Liberal Republicano | 2 / 4     | 2 / 3     |
|          | Dissidentes                 | 1 / 4     | 0 / 4     |
|          | Centro Católico Português   | 1 / 4     | 0 / 3     |
|          | Partido Democrático         | 0 / 4     | 1 / 3     |

### Chaves
| Partidos | Partidos                    | Deputados |
| -------- | --------------------------- | --------- |
|          | Partido Liberal Republicano | 2 / 3     |
|          | Partido Democrático         | 1 / 3     |

### Coimbra
| Partidos | Partidos                                       | Deputados | Senadores |
| -------- | ---------------------------------------------- | --------- | --------- |
|          | Partido Liberal Republicano                    | 2 / 3     | 2 / 3     |
|          | Partido Republicano da Reconstituição Nacional | 1 / 3     | 0 / 3     |
|          | Partido Democrático                            | 0 / 3     | 1 / 3     |

### Elvas
| Partidos | Partidos                    | Deputados |
| -------- | --------------------------- | --------- |
|          | Partido Liberal Republicano | 1 / 3     |
|          | Partido Democrático         | 1 / 3     |
|          | Causa Monárquica            | 1 / 3     |

### Estremoz
| Partidos | Partidos                                       | Deputados |
| -------- | ---------------------------------------------- | --------- |
|          | Partido Liberal Republicano                    | 2 / 3     |
|          | Partido Republicano da Reconstituição Nacional | 1 / 3     |

### Évora
| Partidos | Partidos                    | Deputados | Senadores |
| -------- | --------------------------- | --------- | --------- |
|          | Partido Democrático         | 2 / 3     | 1 / 3     |
|          | Partido Liberal Republicano | 1 / 3     | 2 / 3     |